# روب ماكينا
روب ماكينا (بالإنجليزية: Rob McKenna)‏ هو محامي أمريكي، ولد في 1 أكتوبر 1962 في Fort Sam Houston ‏ في الولايات المتحدة.